# Gheorghe Pană
Gheorghe Pană (n. 9 aprilie 1927, comuna Gherghița, județul Prahova) este un fost demnitar comunist român.  

## Biografie
Gheorghe Panǎ provine dintr-o familie de țărani săraci; la 14 ani s-a angajat ca ucenic la Rafinăria Româno-Americană, din Ploiești, unde a învățat meseria de strungar. A devenit membru de partid în octombrie 1947. A activat "pe linia" UTM-ului, fiind numit instructor în secția de Propagandă și Agitație a CC al UTM. Din 1951, a devenit șef de sector în Secția de Relații externe a CC al PMR. În 1958, a devenit șef al Secției de Propagandă și Agitație, fiind cooptat membru al Biroului Comitetului orășenesc de partid București, apoi secretar al acestuia. În 1964, a fost promovat adjunct al șefului Secției de Propagandă și Agitație al CC al PMR. Din 1966, legăturile sale cu domeniul propagandistic au încetat. A fost încercat câțiva ani ca prim-secretar la Brașov. A revenit, după trei ani, pe funcție, în Capitală, ca membru al Consiliului de Stat. În aceeași perioadă, la începutul anilor '70, a "crescut" constant în funcții. A devenit membru al Consiliului Apărării, președintele Consiliului organizării economico-sociale, președintele Consiliului Central al Uniunii Generale a Sindicatelor din România, ministru al Muncii. Din 1980, a exercitat funcția de primar al Bucureștiului. Gheorghe Pană a fost deputat în Marea Adunare Națională în sesiunile din perioada 1969 -1989.
Pe timpul grevei minerilor din Valea Jiului din august 1977 a fost președintele Consiliului Central al UGSR și ministru al muncii, și împreună cu Ilie Verdeț, a fost trimis de Ceaușescu la fața locului pentru negocieri, dar au eșuat.
A fost membru al CC al PMR, membru al CPEX al PCR, activist important în domeniul propagandei de partid, propulsor al cultului personalității lui Nicolae Ceaușescu,  prim-secretar de partid (PCR) și primar al municipiului București (1981-1985), ministru.

## Funcții deținute la 22 decembrie 1989[2]
- membru al CC al PCR (din 1969) și al CPEx al CC al PCR (din 1974);
- vicepreședinte al Consiliului de Stat (din 1985);
- președinte al Comitetului pentru Problemele Consiliilor Populare (din 1986);
- deputat al Marii Adunări Naționale, ales în circumscripția Tudor Vladimirescu din municipiul București (din 1985).

## Decorații[2]
- Medalia „A cincea aniversare a Republicii Populare Române” (24 decembrie 1952) „pentru lupta și munca duse în vederea făuririi, consolidării și prosperării Republicii Populare Române”[3]
- Ordinul Muncii clasa a III-a (13 octombrie 1953) pentru contribuția sa la „munca de pregătire și desfășurare a celui de-al IV-lea Festival Mondial al Tineretului și Studenților pentru Pace și Prietenie⁠(d)”[4]
- Ordinul Muncii clasa a III-a (21 august 1954) „pentru merite deosebite pe tărîmul construcției de stat, economice, sociale și culturale, cu ocazia celei de a zecea aniversări a eliberării patriei noastre”[5]
- Ordinul „23 August” clasa a IV-a (12 august 1959) „pentru merite deosebite în opera de construire a socialismului”[6]
- Medalia „40 de ani de la înființarea Partidului Comunist din Romînia” (6 mai 1961) „pentru merite în activitatea de partid și întărirea regimului democrat-popular”[7]
- Ordinul Muncii clasa a II-a (10 august 1964) „pentru merite deosebite în opera de construire a socialismului, cu prilejul celei de a XX-a aniversări a eliberării patriei”[8]
- Ordinul "Steaua Republicii Populare Române", clasa a V-a;
- Ordinul "Republicii Socialiste România";
- Ordinul „Steaua Republicii Socialiste România” clasa a IV-a (30 aprilie 1966) „cu prilejul celei de-a 45-a aniversări de la înființarea Partidului Comunist din România, pentru merite deosebite în opera de construire a socialismului”[9]
- Medalia „A XXV-a Aniversare a Eliberării Patriei” (4 august 1969) „pentru merite deosebite în lupta împotriva fascismului, în eliberarea țării, în războiul antihitlerist, în instaurarea puterii democrat-populare și construirea socialismului în Republica Socialistă România, cu prilejul celei de-a XXV-a aniversări a eliberării patriei”[10]
- titlul de Erou al Muncii Socialiste și medalia de aur „Secera și ciocanul” (4 mai 1971) „cu prilejul aniversării a 50 de ani de la constituirea Partidului Comunist Român, [...] pentru merite deosebite în opera de construire a socialismului”[11]
- Medalia „25 de ani de la proclamarea Republicii” (26 decembrie 1972) „pentru merite deosebite în opera de construire a socialismului, cu prilejul aniversării a 25 de ani de la proclamarea Republicii”[12]
- Medalia comemorativă „A 40-a aniversare a revoluției de eliberare socială și națională, antifascistă și antiimperialistă” (20 august 1984) „pentru contribuția deosebită adusă la înfăptuirea politicii Partidului Comunist Român de făurire a societății socialiste multilateral dezvoltate în patria noastră, cu prilejul celei de-a 40-a aniversări a revoluției de eliberare socială și națională, antifascistă și antiimperialistă”[13]
- "Drapelul de stat" clasa a III-a a RPD Coreene.